# Holocranaus luteimarginatus
Holocranaus luteimarginatus is een hooiwagen uit de familie Cranaidae.